# Monovar Kan Afridi
Monovar Kan Afridi, CBE, indijski general in zdravnik (patolog), * 12. februar 1900, † 1968.